# 해석학 (수학)
해석학(解析學, 영어: mathematical analysis, analysis)은 미적분학을 엄밀하게 형식화하는 것을 목적으로 시작된 수학의 한 분야로, 극한, 급수, 미분, 적분, 측도 및 해석 함수 등의 개념을 다룬다. 위의 개념들은 주로 실수체나 복소수체 및 그 위의 함수에 대해 적용되나, 보다 일반적으로는 어떤 수학적 공간 혹은 대상이든 "가까움"(위상 공간 참고)이나 조금 더 구체적으로는 "계량"(거리 공간 참고)의 개념이 주어지기만 하면 적용될 수 있다. 해석학은 정수론, 기하학, 대수학과 함께 수학의 주요한 분야들 중 하나이다.

## 하위 분야
다음은 해석학에 포함되는 세부 분야들의 목록이다.
- 실해석학은 실변수 함수의 미분과 적분 등을 엄밀한 방법으로 연구한다. 수열과 극한, 급수, 측도의 개념을 포함한다.
- 함수해석학은 함수 공간을 연구하고, 구체적으로는 바나흐 공간이나 힐베르트 공간 등의 개념을 다룬다.
- 조화해석학은 푸리에 급수 및 이를 추상화한 것을 다룬다.
- 복소해석학은 복소 미분가능한 복소변수 함수를 다룬다.
- 미분기하학은 미적분학을 보다 복잡한 내부적인 구조를 가진 공간에 적용한다.
- p진 해석학은 p진수를 변수로 갖는 함수들의 해석학을 연구한다.
- 수치해석학은 연속적인 문제를 알고리즘을 통해 근사하는 방법을 연구한다.

## 참고 문헌
- Ponnusamy, Saminathan (2012). 《Foundations of Mathematical Analysis》 (영어). Birkhäuser. doi:10.1007/978-0-8176-8292-7. ISBN 978-0-8176-8291-0.
- Rudin, Walter (1976). 《Principles of mathematical analysis》. International Series in Pure and Applied Mathematics (영어) 3판. McGraw-Hill. ISBN 978-0-07-054235-8. MR 0385023. Zbl 0346.26002. 2014년 10월 6일에 원본 문서에서 보존된 문서. 2014년 10월 6일에 확인함.
- Rudin, Walter (1987). 《Real and Complex Analysis》 (영어) 3판. McGraw-Hill. ISBN 978-0-07-054234-1. MR 0924157. Zbl 0925.00005. 2014년 10월 6일에 원본 문서에서 보존된 문서. 2014년 10월 6일에 확인함.

## 같이 보기
- 엡실론-델타 논법